# Волонго
Волонго — коммуна в провинции Кремона в регионе Ломбардия. Расположена в 90 км на юго-восток от Милана и в 25 км на северо-восток от Кремоны. По состоянию на 31 декабря 2004 года, население составляет 595 человек, а площадь 7,9 км².
Покровителями коммуны почитаются святые апостолы Пётр и Павел, в честь которых освящён храм, а также Пресвятая Богородица (Madonna del Campanile), празднование во второе воскресение октября.